# 蔡篤俊
蔡 篤俊（さい とくしゅん、1945年 - ）は台湾の医師。蔡内科クリニックの院長、NPO中華文化振興会の理事長、台湾台北医鍼会　蔡篤俊診所の所長。

## 経歴[1]
- 1945年　台湾員林北斗生
- 1967年　中央警察大学卒業後、台湾TCIA勤務
- 1977年　千葉大学医学部入学
- 1983年　千葉大学医学部卒業
- 1983年　千葉大学医学部附属病院産婦人科勤務
- 1985年　荏原病院内科勤務
- 1991年　順天堂大学精神科医療博士学位取得
- 1996年　医療法人社団　医鍼会設立、理事長
- 2003年　NPO中華文化振興会　理事長
- 2003年　NPO世界皮膚病新治療組織機構　理事長
- 2008年　中国河南中医大学皮膚病研究所　所長
- 2010年　台湾台北医鍼会　蔡篤俊診所　所長

## 著書[2]
- 「新医療革命」　癌と皮膚病を治す基本的な考え方
- 「皮膚病は病院で治らない」　万病一毒論、ある医師からの警告
- 「あらゆる皮膚病はこれで治る!」　ステロイドなしで体の中から治す
- 「神経外科解剖針灸学」
- 「万病一毒論」
- 「心を洗い直せば」
- 「あらゆる病気の原因は瘀血にある」　瘀血を取り出す!誰も若々しく健康になる。
- 「癌は治る」　治療法さえ正しければ、癌は治る。
- 「万病一法」中国語
- 「我把皮膚病治好了」中国語
- 「Perfect Remedy for Skin Diseases!」英文